# Кінтешть
Кінтешть, Кінтешті (рум. Chintești) — село у повіті Олт в Румунії. Входить до складу комуни Бобічешть.
Село розташоване на відстані 157 км на захід від Бухареста, 19 км на захід від Слатіни, 25 км на схід від Крайови.

## Населення
За даними перепису населення 2002 року у селі проживала 171 особа.
Національний склад населення села:
| Національність | Кількість осіб | Відсоток |
| -------------- | -------------- | -------- |
| румуни         | 163            | 95,3%    |
| цигани         | 8              | 4,7%     |

Рідною мовою назвали:
| Мова      | Кількість осіб | Відсоток |
| --------- | -------------- | -------- |
| румунська | 163            | 95,3%    |
| циганська | 8              | 4,7%     |